# Quemusia austrina
Quemusia austrina is een spinnensoort uit de familie Desidae. De soort komt voor in Queensland.